# Buttwil
Buttwil es una comuna suiza del cantón de Argovia, ubicada en el distrito de Muri. Limita al norte con la comuna de Boswil, al este con Muri, al sureste con Geltwil, al suroeste con Hitzkirch (LU), al oeste con Schongau (LU), y al noroeste con Bettwil.

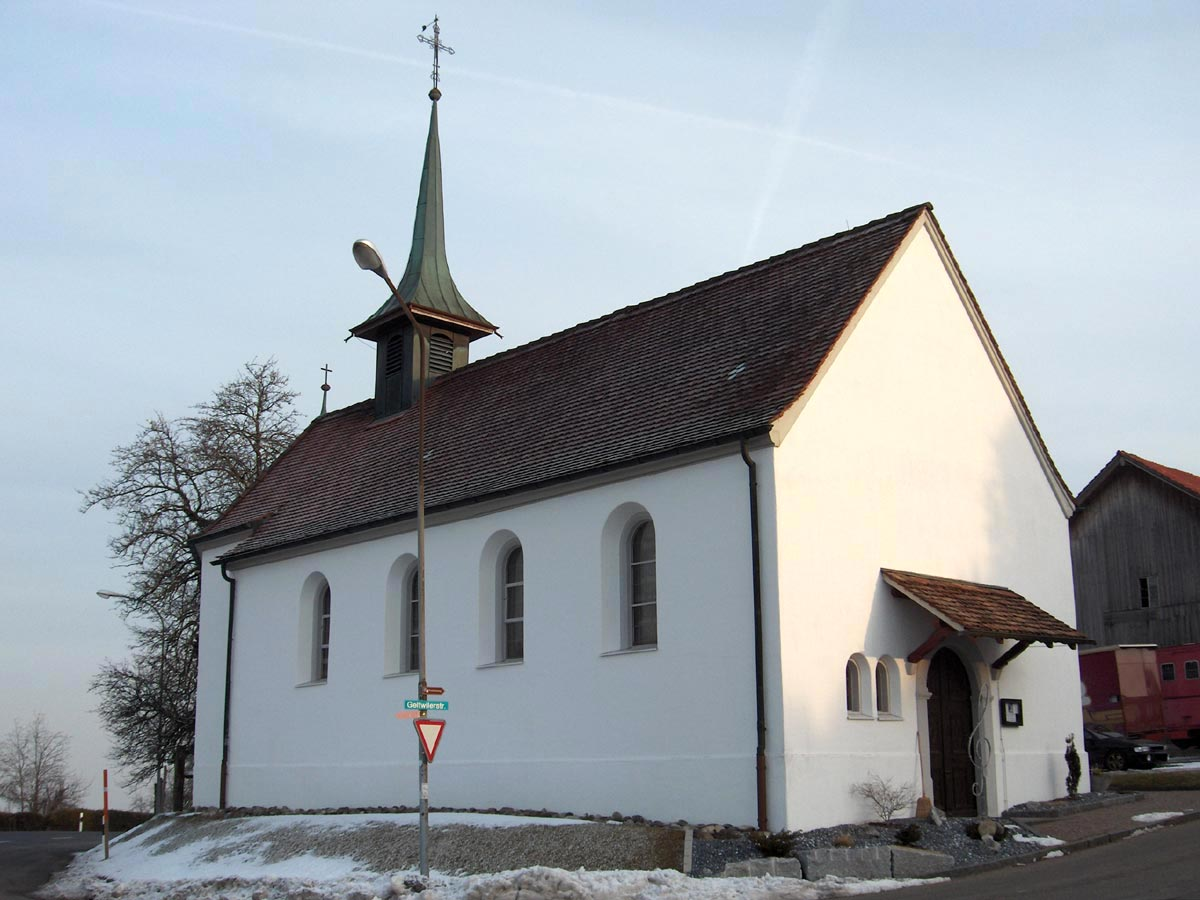
Iglesia de Buttwil.